# Crusaders Futebol Americano

## História
Os Cascais Crusaders Futebol Americano são uma equipa portuguesa de futebol americano sediada em Alcabideche, em Cascais, que disputa a Liga Portuguesa de Futebol Americano.
Nascidos em Lisboa no ano de 2005, os Crusaders foram o segundo projeto de futebol americano em Portugal tendo sido o primeiro em Lisboa, fruto da vontade de Miguel Veríssimo, Ricardo Silvestre, Maurits Lahne e Pedro Viana.
Desde a sua formação, os Crusaders já estiveram ligados a várias associações e clubes. A primeira delas, em 2007, quando o clube se junto à Associação Desportiva da Bobadela, passando a ser uma secção do clube, e a adotar o nome ADB-Crusaders.
Um ano mais tarde, eis que surge um projeto ainda mais aliciante: o Futebol Clube de Alverca pretendia abraçar o clube, disponibilizando condições excepcionais para a instalação da equipa em Alverca. A proposta foi aceite e daí surgiram os Alverca Crusaders.
A ligação com o clube de Alverca manteve-se até 2010, rompendo-se após o fracasso da equipa na I LPFA, onde somou oito derrotas em outros tantos jogos na edição de estreia.
Apesar das dificuldades, o clube conseguiu encontrar patrocínios a tempo de jogar a II LPFA, e acabou por juntar-se ao Lisbon Casuals Sports & Social Club, que oferecem aos Crusaders as condições mínimas necessárias para o desenvolvimento da equipa e da modalidade. Desde então os Crusaders são uma secção desportiva dos Lisbon Casuals
passando a treinar e a jogar no campo do Colégio St Julians em Carcavelos, Cascais e chegando às meias finais da LPFA II.
Em 2011 decidiram que sería o momento para os Crusaders se tornarem num clube totalmente independente.
Em 2014 houve nova alteração de nome demonstrando assim a ligação existente à região e pessoas que acolheram este clube durante todos os últimos anos, passando a designarem-se Cascais Crusaders.
Em 2015 tiveram o seu ponto alto desportivo, quando atingem a final da Liga, época 2014/2015, não atingido no entanto a tão desejada vitória na final. 
Desde 2016 que os Crusaders adoptaram a designação Cascais Crusaders Futebol Americano.
Em 2017 e por forma a ter um centro de treinos mais abrangente e com maior visibilidade, a equipa altera a localização do centro de treinos para a Decathlon Cascais, a qual se torna uma das principais parcerías, situada na freguesia de Alcabideche, Cascais. Onde conta também com o apoio da junta de freguesia local.
Em 2018 os Cascais Crusaders em conjunto com o treinador principal Paulo Terrinca, criam escolas de Flag-Football.

## Plantel 2012
| #  | Nome                                   | Pos |
| -- | -------------------------------------- | --- |
| 1  | Paul Jewel                             | QB  |
| 4  | Cameron Nault                          | RB  |
| 6  | Brady Nurse                            | WR  |
| 7  | Paulo Jorge Pinheiro Terrinca          | WR  |
| 8  | Ivo Fragoso                            | DB  |
| 9  | António Pedro Alves Ramos Pires Santos | QB  |
| 11 | Tanned Head                            | TE  |
| 12 | José Sarsfield Rodrigues               | LB  |
| 14 | Jordon Graves                          | DL  |
| 16 | Filipe Natercio Freitas Santos         | RB  |
| 16 | João Branco                            | DL  |
| 18 | Gil Viana Gonçalves                    | WR  |
| 21 | Rui Alexandre Fernandes Ribeiro        | DB  |
| 23 | Prince Sebastião                       | RB  |
| 24 | Henrique Sousa Patrício                | P   |
| 27 | David Manuel Lopes Caeiro Martins      | DB  |
| 28 | Grant Shields                          | FB  |
| 34 | Gonçalo Serrano                        | DL  |
| 37 | Pedro Pascoal                          | WR  |
| 40 | Lourenço Fernandes                     | DB  |
| 42 | Ruben Cruz                             | LB  |
| 45 | Frederico Pinto                        | LB  |
| 47 | Pedro Miguel Faria Fanha Vicente       | DB  |
| 50 | Gil Gomes                              | L   |
| 55 | Óscar Oliveira                         | OL  |
| 17 | Gonçalo Alves                          | WR  |
| 56 | Veríssimo Ulambo                       | LB  |
| 62 | Helder Donaldo                         | DL  |
| 66 | David Lopes Martins                    | DL  |
| 72 | Evdnísio Miranda                       | L   |
| 75 | Júlio Filipe Lopes Martins             | OL  |
| 76 | Carlos Ferreira                        | OL  |
| 78 | Emanuel Tiago Garcia Fernandes         | OL  |
| 80 | Carlos Domingos                        | HB  |
| 81 | Gilberto Gonçalves Andrade Montrond    | DL  |
| 85 | Yann Roux                              | WR  |
| 88 | Nuno Viera                             | DB  |
| 90 | João Filipe Rosa Moura Santos          | DL  |
| 92 | Miguel Nunes                           | K   |
| 95 | André Tavares                          | DL  |
| 99 | Filipe Galamba                         | DL  |

## Plantel 2018/19
| JOGADORES | JOGADORES                | JOGADORES |
| #         | Nome                     | Pos       |
| --------- | ------------------------ | --------- |
| 1         | João "Train" Marques     | DB        |
| 3         | Rodolfo "Kiko" Cruz      | K         |
| 4         | Salvador Bolzoni         | QB        |
| 8         | Matias Manuel            | QB        |
| 9         | Francisco Felicio        | DB        |
| 11        | Duarte Cruz              | WR        |
| 12        | Alexandre Álvaro         | WR        |
| 13        | João "Kid" Barreiros     | WR        |
| 14        | Zé Sarsfield             | LB        |
| 17        | João Silva               | DB        |
| 21        | Henrique Patrício        | LB / P    |
| 23        | Filipe Carreiro          | DB        |
| 24        | Wilson Rocha             | RB        |
| 25        | Rafael Tinoca            | RB        |
| 27        | Patrick Mussi            | DB        |
| 33        | Sebastião Monteiro       | DE        |
| 34        | Miguel Gonçalves         | WR        |
| 36        | Bernardo Costa           | DB        |
| 40        | Bernardo Monteiro        | LB        |
| 42        | Pedro Inácio             | LB        |
| 45        | João "JP" António        | WR        |
| 47        | Pedro Vicente            | DB        |
| 50        | Gilberto "Vany" Montrond | OL / DL   |
| 55        | Oscar Oliveira           | DL / LB   |
| 56        | João Inácio              | OL / DL   |
| 57        | João Pereira             | OL        |
| 58        | Nuno Barroco             | LB        |
| 62        | Hélio Figueiredo         | OL        |
| 66        | David Martins            | DL        |
| 67        | Otávio Jr.               | OL        |
| 72        | João Barros              | OL        |
| 75        | Júlio Martins            | OL        |
| 77        | Diogo Dantier            | DL        |
| 78        | João Adivinha            | OL        |
| 81        | Frederico Lousada        | WR        |
| 85        | Vinicios Moreira         | WR        |
| 87        | Bernardo Carvalho        | WR        |
| 88        | Francisco Gomes          | WR        |
| 90        | Miguel Rocha             | DL        |
| 93        | Daniel Gonçalves         | DL        |
| 95        | Diogo Esteves            | DL        |
| 98        | Ricardo Leirinha         | LB        |
| 99        | João Miranda             | DL        |

| Treinadores           | Treinadores      |
| --------------------- | ---------------- |
| Treinador Principal   | Paulo Terrinca   |
| Coordenador defensivo | Michael Van Epps |
| Assistente ofensivo   | Luís Afonso      |
| Assistente defensivo  | Gonçalo Miranda  |